# Nazareth Bank

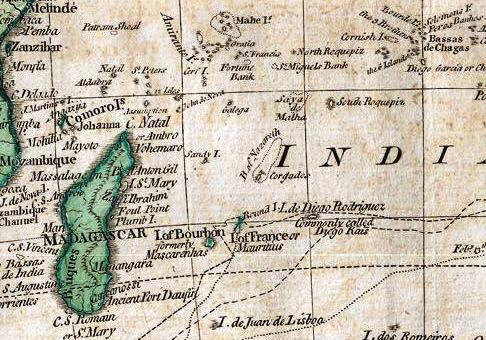
Il Nazareth Bank indicato, al centro in prossimità della I, in una mappa del 1794.

Nazareth Bank è un grande banco sommerso dell'Oceano Indiano. Ricca zona di pesca, si trova a circa 1040 km ad est della parte settentrionale del Madagascar, presso la zona delle Saint Brandon.
È amministrato dalla Repubblica di Mauritius.
A seconda delle fonti, si estende per un'area compresa tra i 7.625 ed i 26.000 km².